# مؤيد الشيباني
مؤيد الشيباني شاعر وباحث وكاتب بارز متخصص في اللغة العربية وآدابها. يمتلك خبرة تزيد عن أربعة عقود منذ عام 1979 في مجالات الصحافة الثقافية، إعداد البرامج التلفزيونية، وكتابة السير الذاتية لشعراء وشخصيات بارزة في المجتمع والتاريخ والفنون.

## النشأة والتعليم
نشأ الكاتب بين العراق والكويت واستقر في دولة الإمارات العربية المتحدة منذ الثمانينات مع زوجته الإعلامية والكاتبة العراقية سمية البطاط. تخصص الإعلامي في اللغة العربية وآدابها، مما شكل الأساس لمسيرته الحافلة بالإنجازات الثقافية والأدبية بين دبي وأبوظبي. 

## المسيرة المهنية
شارك مؤيد في العديد من الندوات الشعرية، الأمسيات الثقافية، والمهرجانات في الوطن العربي، كما قدم دورات تدريبية في كتابة النصوص التلفزيونية لصالح شبكة راديو وتلفزيون العرب (ART).
عمل على مراجعة محتويات كبرى المهرجانات والمتاحف السنوية في الإمارات العربية المتحدة، وشارك في لجان تحكيم خاصة بالشعر، والبحث، والقصة، والمسرح.
تعاون مع العديد من المؤسسات الثقافية والإعلامية المرموقة، منها:
•	لجنة الفعاليات والبرامج الثقافية والتراثية – أبوظبي
•	أكاديمية الشعر
•	دائرة الثقافة – الشارقة
•	الأرشيف الوطني
•	جريدة البيان
•	جريدة الخليج
•	مجلة الشروق
•	راديو وتلفزيون دبي
•	مؤسسة سلطان بن علي العويس الثقافية
•	ندوة الثقافة والعلوم – دبي
كما تعاون مع مؤسسات خليجية وعربية، منها مؤسسة الفكر العربي – بيروت، جامعة الكويت، جريدة الوطن الكويتية، ومجلة اليقظة الكويتية
الأبحاث والدراسات
قدم الباحث دراسات موسعة في توثيق الفنون الإماراتية، لا سيما الأغنية الشعبية، ومن أبرز مؤلفاته:
•	أحمد بن علي الكندي المرر: فضاءات الصحراء وحداثة المدينة
•	بحر عوشة: مغاصات المكان في شعر فتاة العرب عوشة بنت خليفة السويدي
•	راشد الخضر: خمس وسبعون عزلة مع الشعر
•	سعيد بن عتيج الهاملي: فروسية الشعر والحب
•	سالم الجمري: نهّام القصيدة الشعبية في الإمارات
•	جابر جاسم: رحلة الكلمة والنغم
•	الأغنية الإماراتية: نشأتها وتطورها (ثلاثة أجزاء)
الشعر
بين عامي 1982 و2022، أصدر مؤيد الشيباني عدة دواوين شعرية، منها:
•	اختيارات ابن الورد
•	هذا هو الساحل، أين البحر؟
•	لم يعد ما نسميه
•	أغاني العابر
•	قصب كله نايات
•	هكذا أو العكس
•	لا تسأل كم بقي من الوقت
•	الجدار يميل وأسنده
الإذاعة والتلفزيون
كتب وأعد العديد من البرامج الإذاعية والتلفزيونية، من أبرزها:
برامج تلفزيونية:
•	الشارة (أبوظبي)
•	جريدة بلا ورق (أبوظبي)
•	أصوات من الخليج (أبوظبي)
•	تراثنا التليد (أبوظبي)
•	وجوه ثقافية (دبي)
•	شهادات (دبي)
•	الروائع (دبي)
•	عزف على الذاكرة (دبي)
برامج إذاعية:
•	برنامج زيارة
•	برنامج قراءات جديدة
•	برنامج القصة القصيرة
•	برنامج تحقيقات إذاعية
كما عمل مع قناة بينونة الفضائية لإنتاج برامج عن الشعر الإماراتي، منها:
•	بحر عوشة
•	شاعر الربابة
•	رحلة الكلمة والنغم
المسرح والأوبريت
•	كتب مسرحية الفارس المستوحاة من قصائد الشيخ محمد بن راشد آل مكتوم وأخرجها مروان الرحباني.
•	ألف عددًا من الأوبريتات في المملكة العربية السعودية.
•	أصدر مسرحية بعنوان وجوه هذه الليلة.
السير الذاتية
كتب سيرًا ذاتية لشخصيات بارزة في الإمارات، منها:
•	سعيد بن جمعة النابودة: جيل الريادة في دولة الإمارات العربية المتحدة
•	أحمد سيف بالحصا: جيل الريادة في دولة الإمارات العربية المتحدة
•	عبدالله محمد صالح: العميد المحافظ
•	خانصاحب: رواد ذاكرة البناء والتطوير
مؤلفات أخرى
•	ذاكرة الطين: قراءة في دلالات النص الثقافي في العراق
الإرث
يُعد مؤيد الشيباني من الشخصيات البارزة في توثيق التراث الثقافي الإماراتي والعربي. أثرى المكتبة العربية بمؤلفاته المتنوعة، وأعماله تشكل علامة فارقة في مجالات الأدب والشعر والتراث
1. ↑  "مؤيد الشيباني: تجربة «فتاة العرب» منجز شعري حقيقي". صحيفة الخليج. اطلع عليه بتاريخ 2025-01-05.
2. ↑  "مؤيد الشيباني - تأليف فيلموجرافيا، صور، فيديو". elCinema.com. اطلع عليه بتاريخ 2025-01-05.